# Nová Tchaj-pej
Nová Tchaj-pej (znaky 新北市, pinyin Xīnběi shì, tchajwansky Sin-pak-chhī, český přepis: Sin-pej Š) je centrálně spravovaná speciální obec na Tchaj-wanu. Sousedí s hlavním městem Tchaj-pej, které celé obklopuje, s městem Ťi-lung a s okresy I-lan a Tchao-jüan. V severní části se nachází Národní park Jang-ming-šan. Hustě osídlená centrální a západní část splývá s městem Tchaj-pej do jedné velké aglomerace, kterou propojuje tchajpejské metro. Naopak méně osídlenou jižní a východní částí se táhne pohoří Süe-šan.
Nová Tchaj-pej vznikla 25. prosince 2010 sloučením všech 29 měst a obcí bývalého okresu Tchaj-pej.

## Pamětihodnosti a turistické zajímavosti

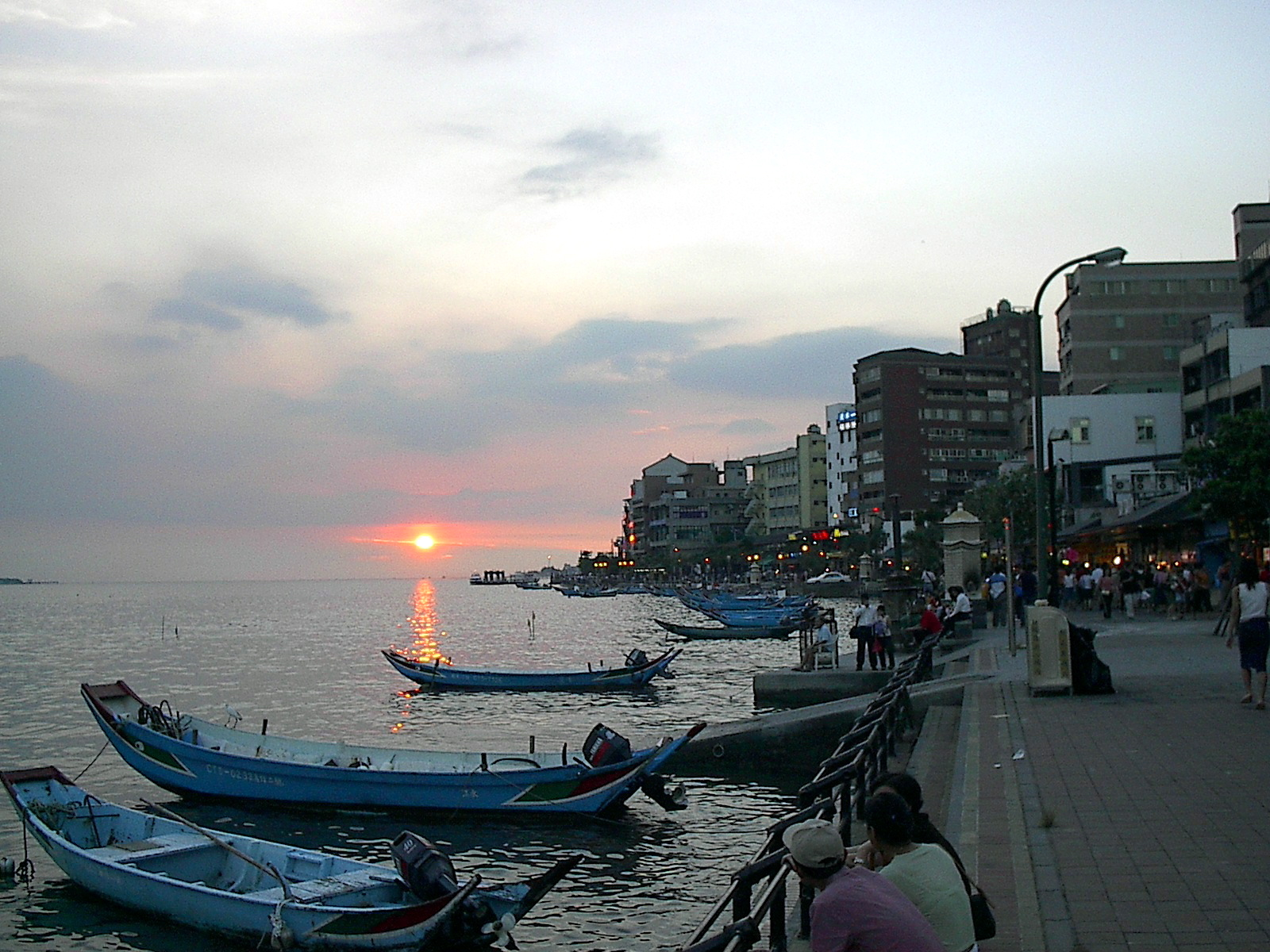
město Tamsui

V Nové Tchaj-peji se nachází spousta historicky významných měst jako centrální oblast Pan-čchiao, přístavní město Tamsui nebo horské město Ťiou-fen (Jiufen), ve kterém se těžilo zlato.
K přírodním památkám patří Národní park Jang-ming-šan, Geopark Jie-liou či vodopády Š'-fen (Shifen).

## Administrativní dělení
Nová Tchaj-pej se dělí na 29 městských částí (區 čchü), které se skládají z 1,017 obvodů (里 Li), které se dále dělí na 21,683 sousedství (鄰 Lín). Administrativní sídlo se nachází v obvodu Pan-čchiao.
| Městské obvody Nové Tchaj-peje |
| --- |
| Pa-li Pan-čchiao Kung-liao Ťin-šan Lin-kchou Lu-čou Pching-lin Pching-si Žuej-fang San-čchung San-sia San-č' Šen-kcheng Š'-ting Š'-men Šuang-si Šu-lin Tchaj-šan Tan-šuej Tchu-čcheng Wan-li Wu-ku Wu-laj Sin-tien Sin-čuang Si-č' Jing-ke Jung-che Čung-che Tchaj-pej Ťi-lung Tchao-jüan okres I-lan Tchajwanský průliv |

| Oblast                     | Český přepis | Znaky  | Tchajwansky           | Hakka       | Pinyin    | Počet obyvatel | Rozloha (km2) |
| -------------------------- | ------------ | ------ | --------------------- | ----------- | --------- | -------------- | ------------- |
| Horní oblast řeky Tan-šuej | Pan-čchiao   | 板橋區 | Pang-kiô              | Piông-khièu | Bǎnqiáo   | 554 008        | 23,1373       |
| Horní oblast řeky Tan-šuej | Čung-che     | 中和區 | Tiong-hô              | Chûng-fò    | Zhōnghé   | 414 356        | 20,1440       |
| Horní oblast řeky Tan-šuej | Jung-che     | 永和區 | Éng-hô                | Yún-fò      | Yǒnghé    | 225 353        | 5,7138        |
| Horní oblast řeky Tan-šuej | Tchu-čcheng  | 土城區 | Thô͘-siâⁿ              | Thú-sàng    | Tǔchéng   | 238 646        | 29,5578       |
| Horní oblast řeky Tan-šuej | Šu-lin       | 樹林區 | Chhiū-nâ              | Su-nà       | Shùlín    | 184 329        | 33,1288       |
| Horní oblast řeky Tan-šuej | San-sia      | 三峽區 | Sam-kiap              | Sâm-hia̍p    | Sānxiá    | 112 775        | 191,4508      |
| Horní oblast řeky Tan-šuej | Jing-ke      | 鶯歌區 | Eng-ko                | Yîn-kô      | Yīnggē    | 87 931         | 21,1248       |
| Dolní oblast řeky Tan-šuej | Sin-čuang    | 新莊區 | Sin-chng              | Sîn-chông   | Xīnzhuāng | 413 443        | 19,7383       |
| Dolní oblast řeky Tan-šuej | San-čchung   | 三重區 | Sam-tiông/Saⁿ-tēng-po͘ | Sâm-chhùng  | Sānchóng  | 388 386        | 16,3170       |
| Dolní oblast řeky Tan-šuej | Lu-čou       | 蘆洲區 | Lô͘-chiu               | Lù-chû      | Lúzhōu    | 200 055        | 8,321         |
| Dolní oblast řeky Tan-šuej | Wu-ku        | 五股區 | Gō͘-kó͘                 | Ńg-kú       | Wǔgǔ      | 82 983         | 34,8632       |
| Dolní oblast řeky Tan-šuej | Tchaj-šan    | 泰山區 | Thài-san              | Thai-sân    | Tàishān   | 78 801         | 19,1603       |
| Dolní oblast řeky Tan-šuej | Lin-kchou    | 林口區 | Nâ-khàu               | Nà-khiéu    | Línkǒu    | 100 554        | 54,1519       |
| Severo západní pobřeží     | Tan-šuej     | 淡水區 | Tām-chuí              | Thâm-súi    | Dànshuǐ   | 162 441        | 70,6565       |
| Severo západní pobřeží     | Pa-li        | 八里區 | Pat-lí                | Pat-lî      | Bālǐ      | 37 711         | 39,4933       |
| Severo západní pobřeží     | San-č'       | 三芝區 | Sam-chi               | Sâm-chṳ     | Sānzhī    | 23 452         | 65,9909       |
| Severo západní pobřeží     | Š'-men       | 石門區 | Chio̍h-mn̂g             | Sa̍k-mùn     | Shímén    | 12 645         | 51,2645       |
| Severo východní pobřeží    | Ťin-šan      | 金山區 | Kim-san               | Kîm-sân     | Jīnshān   | 22 273         | 49,2132       |
| Severo východní pobřeží    | Wan-li       | 萬里區 | Bān-lí                | Van-lî      | Wànlǐ     | 22 634         | 63,3766       |
| Severo východní pobřeží    | Si-č'        | 汐止區 | Se̍k-chí               | Sip-chṳ     | Xīzhǐ     | 196 150        | 71,2354       |
| Severo východní pobřeží    | Žuej-fang    | 瑞芳區 | Sūi-hong              | Lui-fông    | Ruìfāng   | 40 922         | 70,7336       |
| Severo východní pobřeží    | Kung-liao    | 貢寮區 | Kòng-liâu             | Kung-liàu   | Gòngliáo  | 12 858         | 99,9734       |
| Severo východní pobřeží    | Pching-si    | 平溪區 | Pêng-khe              | Phìn-hâi    | Píngxī    | 4 872          | 71,3382       |
| Severo východní pobřeží    | Šuang-si     | 雙溪區 | Siang-khe             | Sûng-hâi    | Shuāngxī  | 9 233          | 146,2484      |
| Jih                        | Sin-tien     | 新店區 | Sin-tiàm              | Sîn-tiam    | Xīndiàn   | 300 283        | 120,2255      |
| Jih                        | Šen-kcheng   | 深坑區 | Chhim-kheⁿ            | Chhṳ̂m-hâng  | Shēnkēng  | 23 614         | 20,5787       |
| Jih                        | Š'-ting      | 石碇區 | Chio̍h-tēng            | Sa̍k-tàng    | Shídìng   | 7 857          | 144,3498      |
| Jih                        | Pching-lin   | 坪林區 | Pêⁿ-nâ                | Phiâng-lìm  | Pínglín   | 6 503          | 170,8350      |
| Domorodá oblast            | Wu-laj       | 烏來區 | U-lai                 | Vû-lòi      | Wūlái     | 6 182          | 321,1306      |